# Асцидієві
Асцидієві (Ascidiidae) — родина покривників з класу Ascidiacea.
Деякі види містять підвищену кількість ванадію.
Розрізняють 4 роди:
- Ascidia
- Ascidiella
- Fimbrora
- Phallusia
- Psammascidia